# Sauzon
Sauzon (bretonisch Saozon) ist eine französische Gemeinde mit 1.043 Einwohnern (Stand 1. Januar 2022) im Département Morbihan in der Region Bretagne.

## Geografie
Sauzon liegt rund 15 km südlich von Quiberon und etwa 43 Kilometer südöstlich von Lorient im Nordwesten der Insel Belle-Île südlich des Festlands der Bretagne. Die Gemeinde gehört zum Gemeindeverband Communauté de communes de Belle-Île-en-Mer.
Nachbargemeinden sind Le Palais im Osten und Bangor im Südosten. In allen anderen Himmelsrichtungen grenzt die Gemeinde ans Meer.  

## Bevölkerungsentwicklung
| Jahr                       | 1962 | 1968 | 1975 | 1982 | 1990 | 1999 | 2006 | 2012 | 2019 |
| Einwohner                  | 707  | 621  | 566  | 563  | 701  | 835  | 860  | 909  | 996  |
| Quellen: Cassini und INSEE |      |      |      |      |      |      |      |      |      |

## Sehenswürdigkeiten

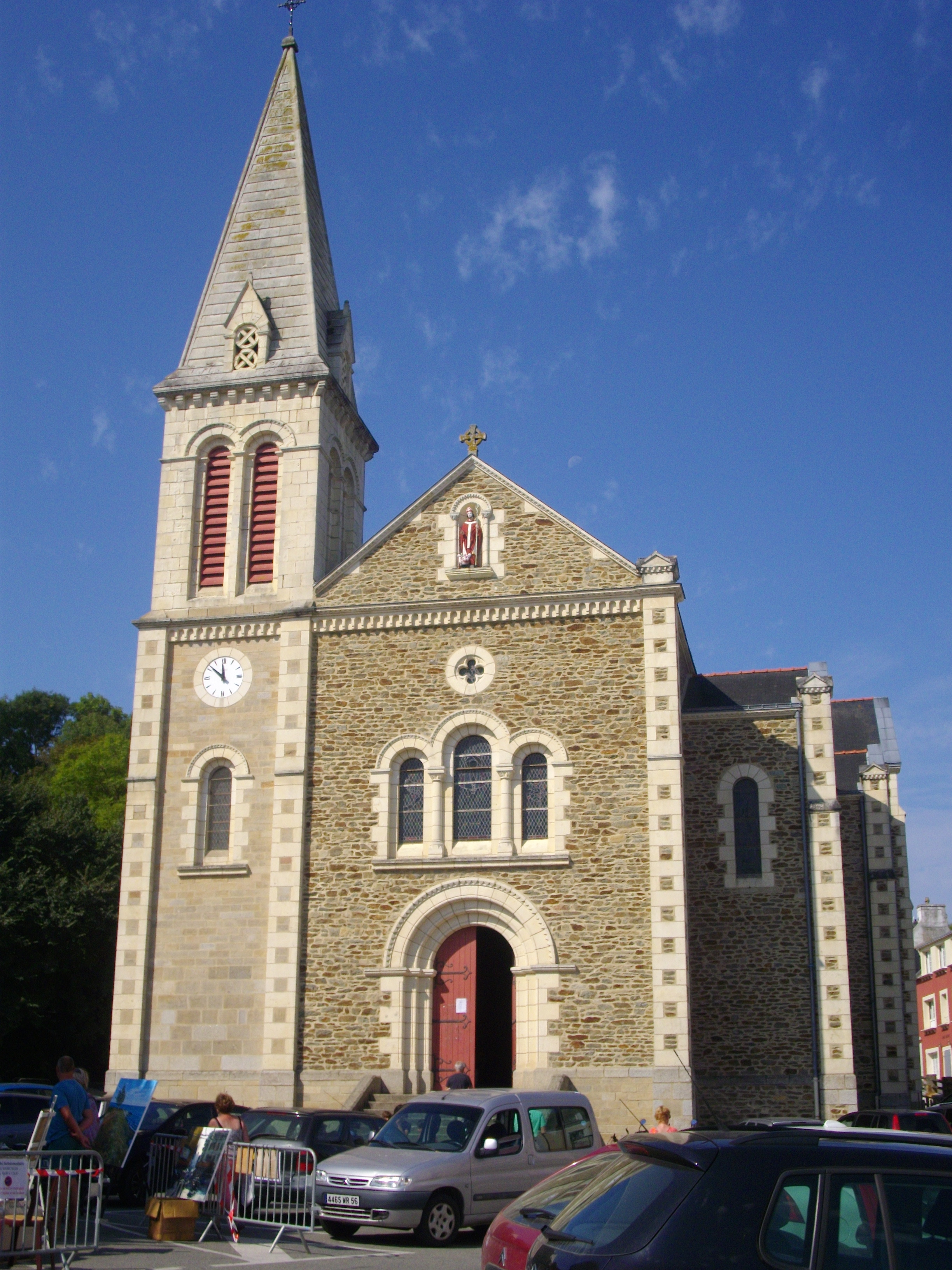
Kirche Saint-Nicolas
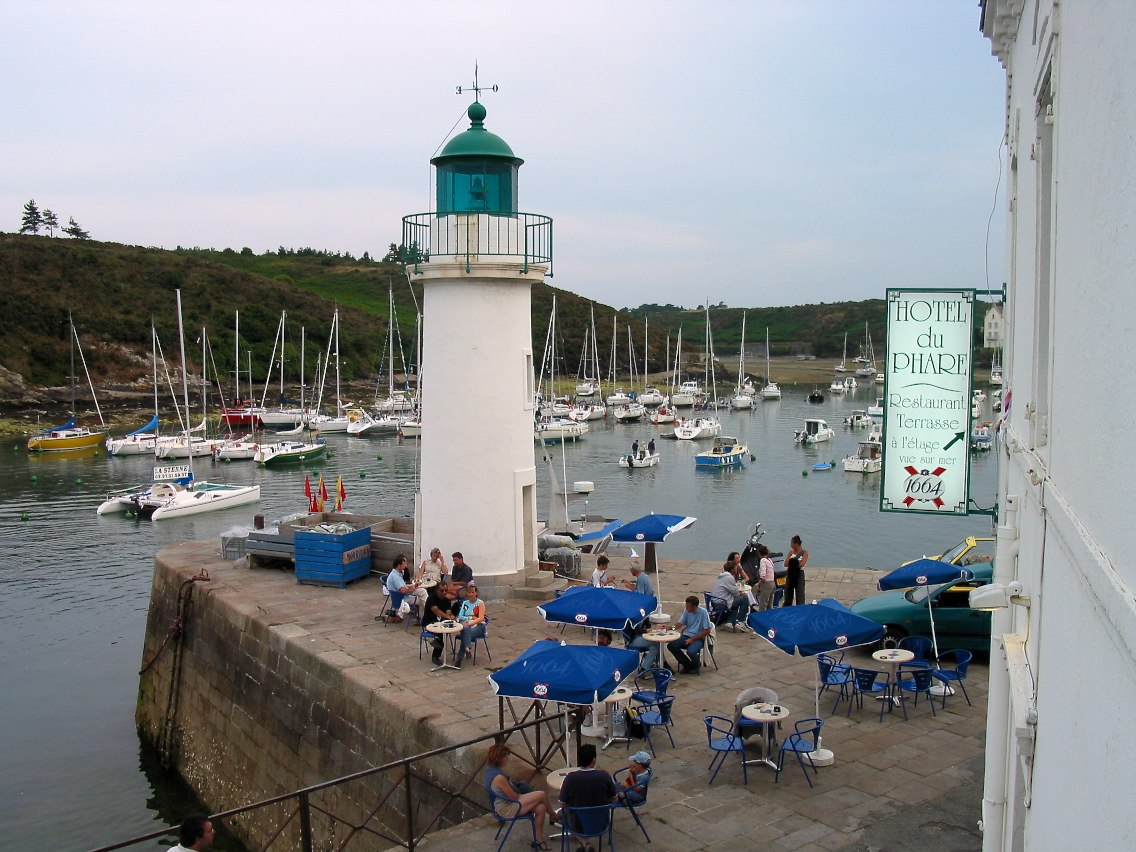
Leuchtturm
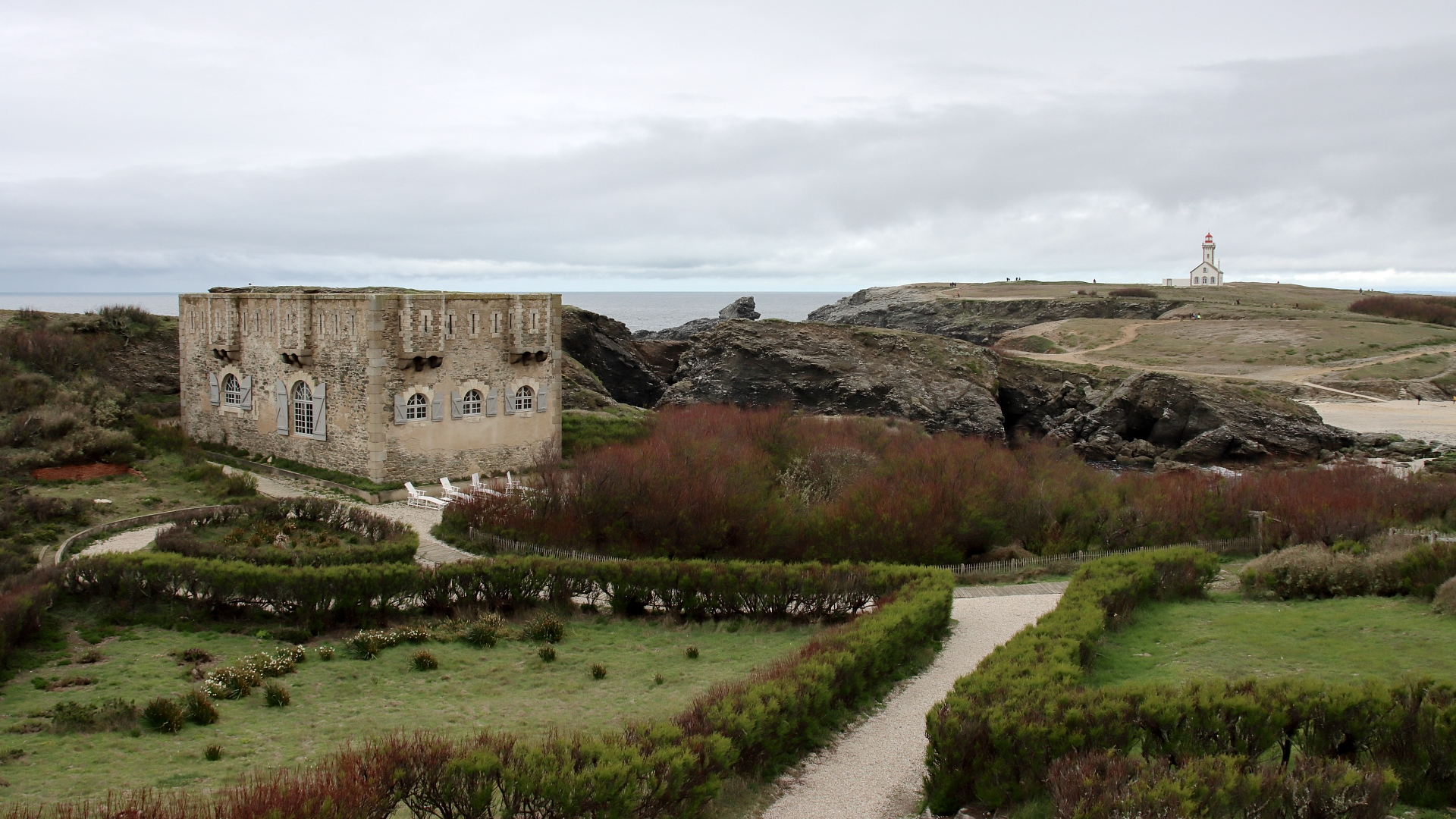
Fort Sarah-Bernhardt
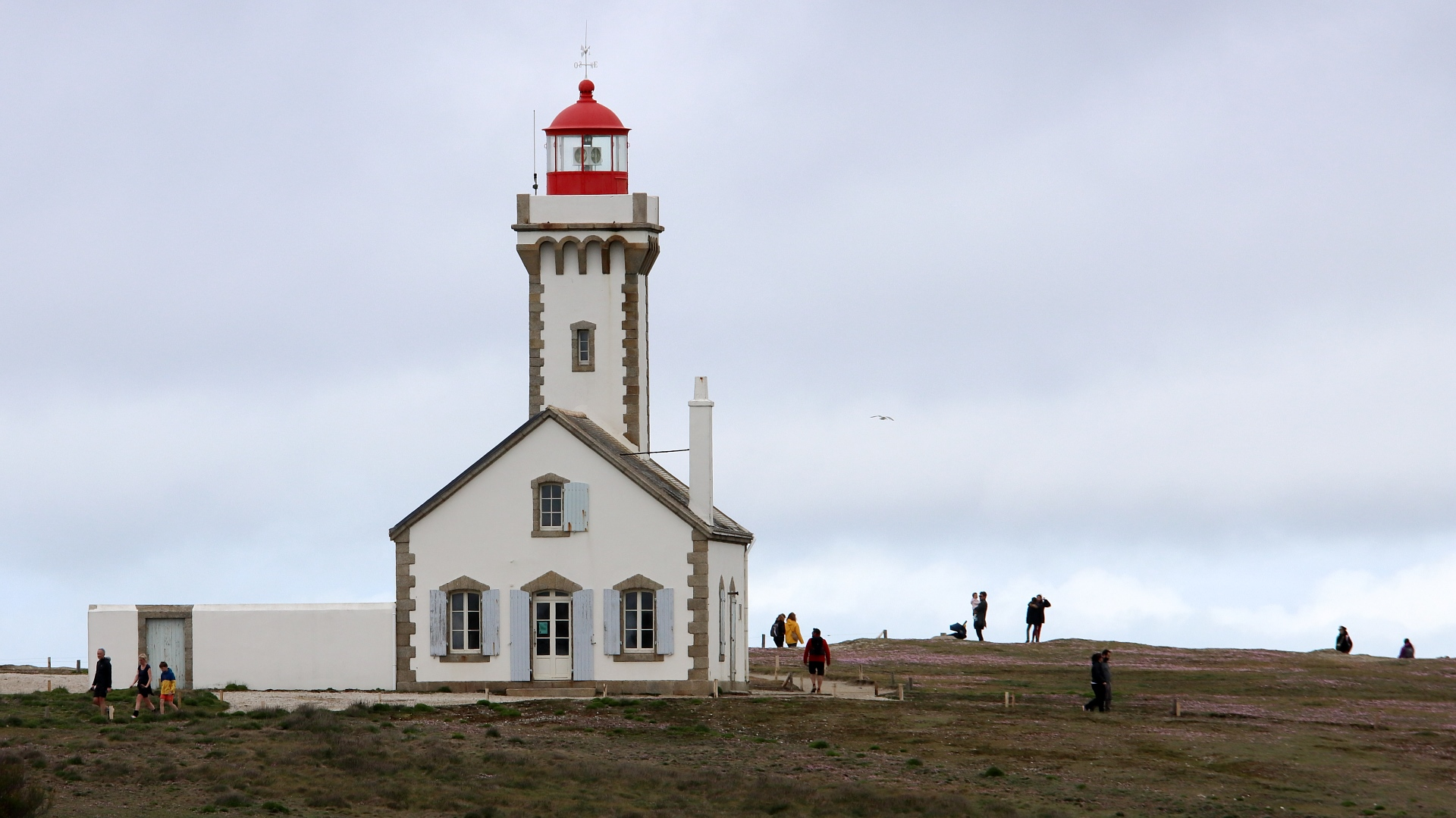
Phare des Poulains

- Kirche Saint-Nicolas
- Leuchtturm
- Fort Sarah-Bernhardt am Pointe des Poulains
- Leuchtturm am Pointe de Poulains

### Menhire Jean und Jeanne

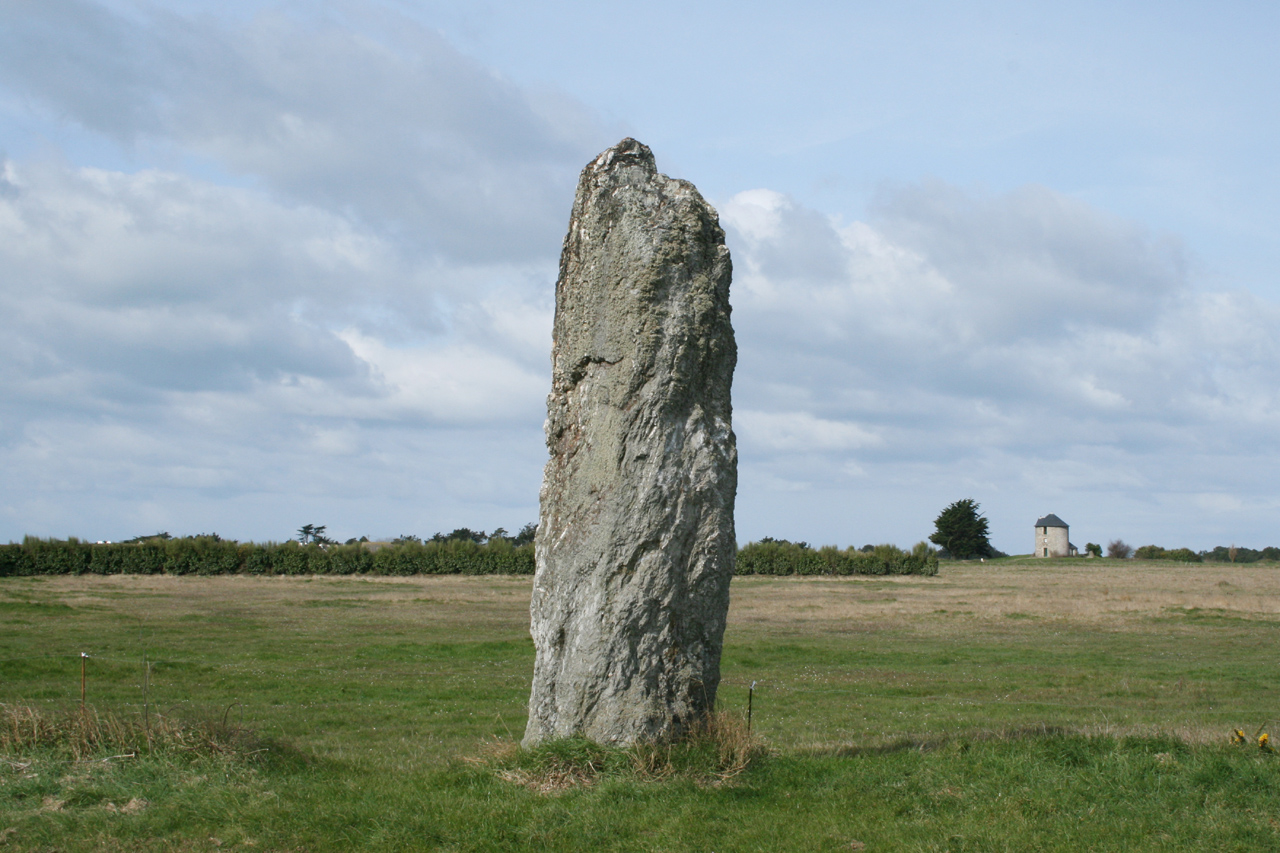
Menhir Jean
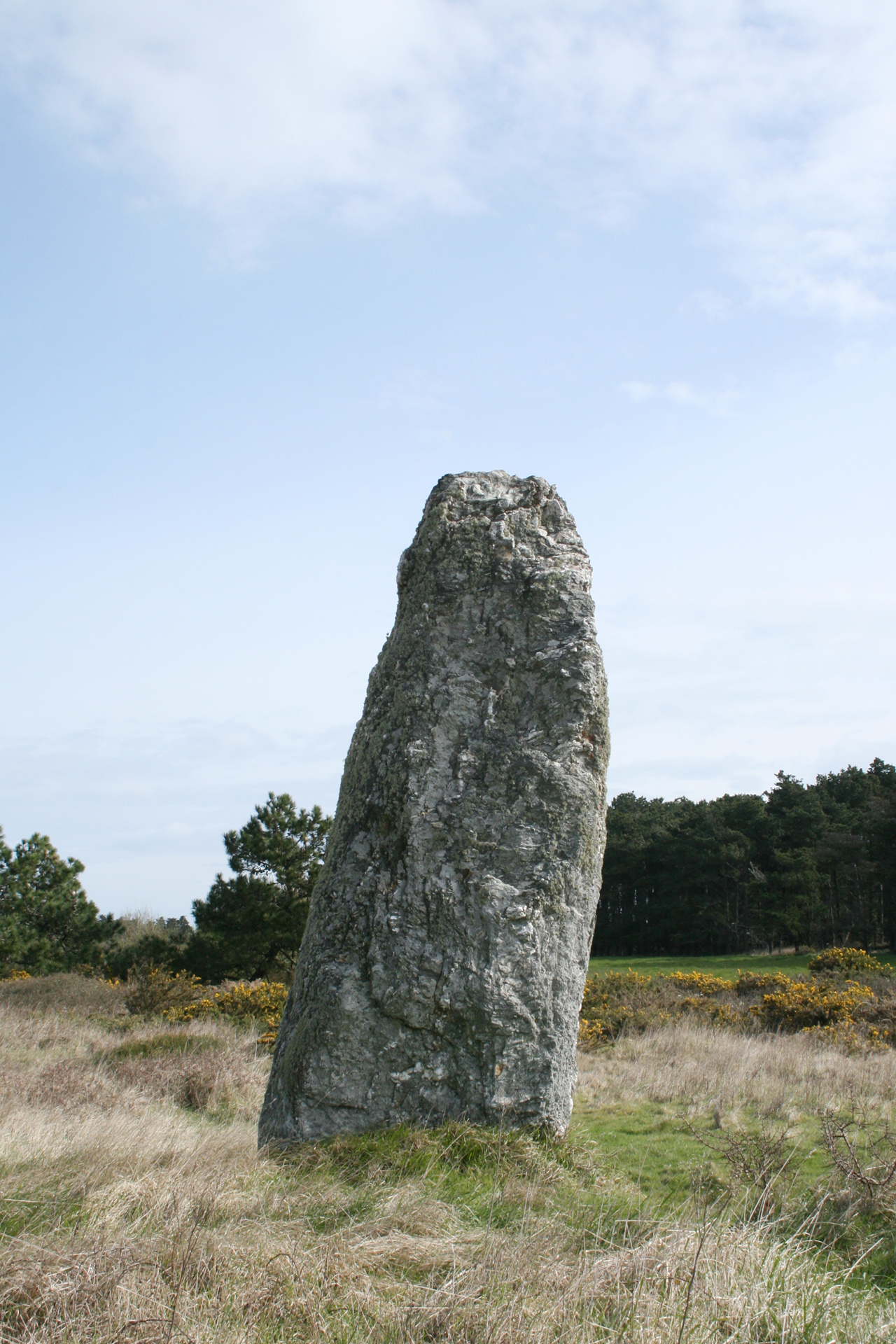
Menhir Jeanne